# Tol (object)
Een tol is een voorwerp dat zonder externe krachten en wrijving kan blijven ronddraaien om een denkbeeldige (primaire) draaiingsas die binnen het voorwerp zelf ligt, terwijl die draaiingsas zelf ook weer kan ronddraaien (secundair) om een meetkundig punt dat op die as ligt.
Dit laatste secundaire ronddraaien wordt wiebelen of nutatie genoemd. Indien deze laatste beweging echter door een externe kracht wordt veroorzaakt, wordt het precessie genoemd. De nutatie of de precessie blijken altijd zodanig te zijn dat de primaire draaiingsas in de ruimte een kegelvormige beweging maakt. Voor een verklaring hiervan zie nutatie of precessie.
Een tol wordt ook gebruikt om mee te spelen, zie:
- draaitol
- bromtol
- PowerBall

Een tol in een cardanische ophanging heeft geen nutatie of precessie en kan gebruikt worden als kompas, heet dan wel een gyroscoop. 

## Tolbewegingen

beweging van een tol vergeleken met die van een planeet

Een tol, evenals een draaiende planeet, maakt drie bewegingen:
- {\displaystyle R} = rotatie
- {\displaystyle P} = precessie
- {\displaystyle N} = nutatie